# Begleithund

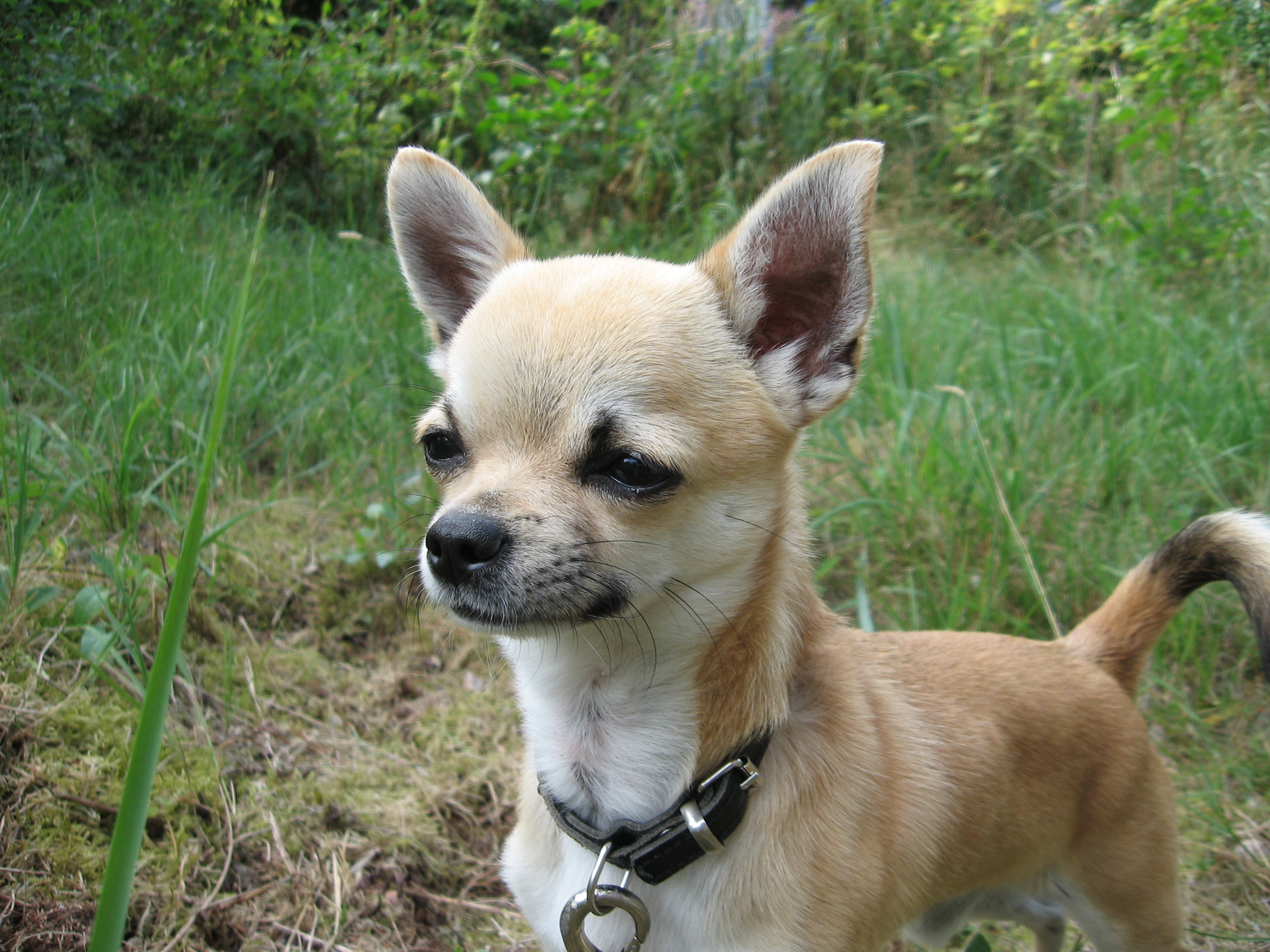
Jeder Hund kann auf seine Begleithund-Tauglichkeit in Bezug auf Gehorsam und sein Verhalten in der Öffentlichkeit geprüft werden.

Unter einem Begleithund versteht man nach den Richtlinien des VDH (Verband für das Deutsche Hundewesen) einen Hund, der die unterste Stufe in einem mehrstufigen System von Ausbildungen erreicht hat. Das Ablegen der Begleithundeprüfung kann als Eingangsprüfung für die Beteiligung an Hundesportprüfungen innerhalb des VDH verstanden werden. Diese Prüfungen können nur Mitglieder ablegen, die einem Verein angehören, der dem VDH angeschlossen ist. Vor Prüfungsbeginn muss der Hundeführer einen schriftlichen Test bestehen.
Außerdem wird der Begriff Begleithund benutzt, um Hunde nach ihrer Verwendung zu kategorisieren. Der Begleithund ist hier ein Hund, dessen vordergründige Aufgabe die Begleitung seines Halters (Besitzers) ist. Unter diesem Begriff werden darüber hinaus Hunderassen zusammengefasst, die zu dieser Verwendung gezüchtet wurden. Hier ist dann auch von Begleit- und Gesellschaftshunden die Rede.